# Allsvensk Samling (tidskrift)

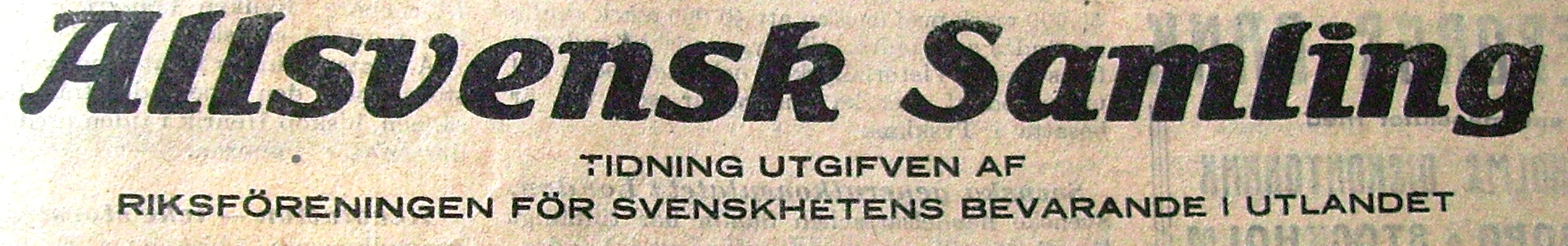
Tidskriftens vinjett 1917.

Allsvensk Samling var organ för Riksföreningen för svenskhetens bevarande i utlandet 1914-1971 och grundades i Göteborg.
Det första numret av Allsvensk Samling utkom den 1 maj 1914, på arbetarnas demonstrationsdag. Det var den mest spridda svenska tidskriften utomlands. Därmed ersatte termen "allsvensk" benämningen "utlandssvensk". Syftet var att genom tidskriften samla svenskheten utomlands. 
Enni Lundström var dess redaktör 1914-23; 1919-23 verkade även maken Vilhelm Lundström som redaktör.
Tidningen Sverigekontakt har ersatt Allsvensk Samling.